# Guy Pearce
Guy Edward Pearce (Ely, Cambridgeshire, 5 de octubre de 1967), conocido como Guy Pearce, es un actor australiano nacido en Reino Unido. Su primer éxito en el cine fue actuando en Las aventuras de Priscilla, reina del desierto en 1994. A partir de ese momento, empezó a actuar en muchas producciones estadounidenses, entre ellas L.A. Confidential, Memento, The Count of Monte Cristo y La máquina del tiempo. A la vez, siguió actuando en obras de teatro en Australia y en películas. Actualmente vive en Melbourne, Australia.

## Biografía
Pearce nació en Ely, Cambridgeshire, Inglaterra, Reino Unido. Hijo de Anne Cocking, profesora de economía y costura y originaria del condado de Durham, y de Stuart Pearce, un piloto de pruebas neozelandés que falleció cuando Pearce tenía nueve años. A los tres años de edad se mudó junto a su familia a Geelong, Australia, donde su madre administraba una granja de ciervos.
Asistió a la preparatoria The Geelong College y fue miembro de la compañía de teatro GSODA Junior Players. Desde los 16 hasta los 42 años practicó fisicoculturismo y participó en un concurso como representante de Victoria donde obtuvo el título Mr. Natural.
Pearce siempre estuvo interesado en actuar, por lo tanto empezó de niño en algunas obras, y luego, en 1985 fue contratado para la televisión. En la década de 1980 vivió en Blackburn North y trabajó en la serie de televisión australiana Neighbours.
Sus aficiones son el body building y la música, es compositor y toca varios instrumentos. Guy Pearce es vegetariano y estuvo casado desde 1997 y hasta 2015 con Kate Mestitz, su novia de siempre. Desde 2015 mantiene una relación con la actriz neerlandesa Carice van Houten, con quien tuvo su primer hijo, Monte Pearce, nacido en 2016.

## Filmografía

### Cine y televisión
| Año       | Película                                       | Personaje                    | Notas |
| --------- | ---------------------------------------------- | ---------------------------- | --- |
| 1986–1989 | Neighbours                                     | Mike Young                   | (420 episodios) |
| 1990      | Friday on My Mind                              |                              | |
| 1990      | Heaven Tonight                                 | Paul Dysart                  | |
| 1991      | Hunting                                        | Sharp                        | |
| 1991–1992 | Home and Away                                  | David Croft                  | (número desconocido de episodios) |
| 1994–1996 | The Man from Snowy River                       | Rob McGregor                 | (65 episodios) Nominado – Logie Award al mejor actor (1996) |
| 1994      | Las aventuras de Priscilla, reina del desierto | Adam/Felicia                 | |
| 1996      | Dating the Enemy                               | Brett                        | |
| 1997      | The Devil Game                                 | Michael                      | Telefilme |
| 1997      | Halifax f.p: Deja Vu                           | Daniel Viney/Richard Viney   | Telefilme |
| 1997      | Flynn                                          | Errol Flynn                  | |
| 1997      | L. A. Confidential                             | Ed Exley                     | Nominado – Premio Chlotrudis al mejor actor Nominado – Premio del Sindicato de Actores al mejor reparto |
| 1998      | Woundings                                      | Jimmy Compton                | |
| 1999      | A Slipping-Down Life                           | Drumstrings Casey            | |
| 1999      | Ravenous                                       | Capitán John Boyd            | |
| 2000      | Rules of Engagement                            | Comandante Mark Biggs        | |
| 2000      | Memento                                        | Leonard Shelby               | Nominado – Satellite al mejor actor Nominado – Premio Saturn al mejor actor |
| 2002      | The Count of Monte Cristo                      | Fernand Mondego              | |
| 2002      | La máquina del tiempo                          | Alexander Hartdegen          | |
| 2002      | The Hard Word                                  | Dale                         | |
| 2002      | Till Human Voices Wake Us                      | Dr. Sam Franks               | |
| 2004      | Deux frères                                    | Aidan McRory                 | |
| 2005      | The Proposition                                | Charlie Burns                | Nominado – Premio Chlotrudis al mejor actor |
| 2006      | First Snow                                     | Jimmy Starks                 | |
| 2006      | Factory Girl                                   | Andy Warhol                  | |
| 2007      | El último gran mago                            | Harry Houdini                | |
| 2008      | Winged Creatures                               | Doctor Bruce Laraby          | |
| 2008      | Traitor                                        | Roy Clayton                  | |
| 2008      | The Hurt Locker                                | Sargento Mayor Matt Thompson | Nominado - Premio del Sindicato de Actores al mejor reparto |
| 2008      | Bedtime Stories                                | Kendall                      | |
| 2009      | In Her Skin                                    | Sr. Barber                   | |
| 2009      | La carretera                                   | El veterano                  | |
| 2010      | Animal Kingdom                                 | Leckie                       | |
| 2010      | El discurso del rey                            | Eduardo VIII del Reino Unido | Ganador—Premio del Sindicato de Actores al mejor reparto Nominado—Premio del Cine Independiente Británico al mejor actor de reparto |
| 2011      | Mildred Pierce                                 | Monty Beragon                | Miniserie de televisión Primetime Emmy Award for Outstanding Supporting Actor in a Miniseries or a Movie Nominado—Golden Globe Award for Best Supporting Actor - Series, Miniseries or Television Film Nominado—Satellite Award for Best Supporting Actor – Series, Miniseries or Television Film Nominado—Screen Actors Guild Award for Outstanding Performance by a Male Actor in a Miniseries or Television Movie |
| 2011      | Don't Be Afraid of the Dark                    | Alex Hirst                   | |
| 2011      | 33 Postcards                                   | Dean Randall                 | |
| 2011      | Seeking Justice                                | Simon                        | |
| 2012      | Lockout                                        | Marion Snow                  | |
| 2012      | Prometheus                                     | Peter Weyland                | |
| 2012      | Lawless                                        | Deputy Charley Rakes         | |
| 2012      | Jack Irish                                     | Jack Irish                   | |
| 2013      | Iron Man 3                                     | Aldrich Killian              | |
| 2013      | Breathe In                                     | Keith                        | |
| 2013      | Hateship, Loveship                             | Ken                          | |
| 2014      | The Rover                                      | Eric                         | Nominado—AACTA Award for Best Actor in a Leading Role |
| 2015      | Neighbours 30th: The Stars Reunite             | Él mismo                     | Documental de televisión |
| 2015      | Results                                        | Trevor                       | |
| 2015      | Equals                                         | Jonas                        | |
| 2016      | Genius                                         | F. Scott Fitzgerald          | |
| 2017      | Alien: Covenant                                | Peter Weyland                | |
| 2017      | When we rise                                   | Cleve Jones                  | |
| 2017      | Brimstone                                      | The Preacher                 | |
| 2018      | Mary Queen of Scots                            | William Cecil                | |
| 2018      | Domino                                         |                              | |
| 2020      | Bloodshot                                      | Dr. Emil Harting             | |
| 2024      | Sunrise                                        | Reynolds                     | |
| 2024      | The Shrouds                                    | Maury                        | |
| 2024      | Inside                                         | Warren Murfett               | |
| 2024      | The Brutalist                                  | Harrison Lee Van Buren       | |
| 2025      | Killing Faith                                  | Dr. Bender                   | |
| ?         | The Woman in Cabin 10                          |                              | |

## Reconocimientos

### Premios Óscar
| Year | Categoría              | Trabajo       | Resultado | Ref.  |
| ---- | ---------------------- | ------------- | --------- | ----- |
| 2025 | Mejor actor de reparto | The Brutalist | Nominado  | [ 8 ] |

### Premios BAFTA
| Year | Categoría              | Trabajo       | Resultado | Ref.  |
| ---- | ---------------------- | ------------- | --------- | ----- |
| 2025 | Mejor actor de reparto | The Brutalist | Nominado  | [ 9 ] |

### Premios Emmy
| Year                 | Categoría                                       | Trabajo              | Resultado            | Ref.                 |
| Primetime Emmy Award | Primetime Emmy Award                            | Primetime Emmy Award | Primetime Emmy Award | Primetime Emmy Award |
| -------------------- | ----------------------------------------------- | -------------------- | -------------------- | -------------------- |
| 2011                 | Mejor actor de reparto en miniserie o película  | Mildred Pierce       | Ganador              | [ 10 ]               |
| Daytime Emmy Award   |                                                 |                      |                      |                      |
| 2024                 | Mejor intérprete invitado en una serie de drama | Neighbours           | Nominado             | [ 11 ]               |

### Premios Globos de Oro
| Year | Categoría                           | Trabajo        | Resultado | Ref.   |
| ---- | ----------------------------------- | -------------- | --------- | ------ |
| 2012 | Mejor actor de reparto – Televisión | Mildred Pierce | Nominado  |        |
| 2025 | Mejor actor de reparto – Película   | The Brutalist  | Nominado  | [ 12 ] |

### Premois Screen Actors Guild
| Year | Categoría                                           | Trabajo           | Resultado | Ref. |
| ---- | --------------------------------------------------- | ----------------- | --------- | ---- |
| 1997 | Elenco sobresaliente en una película                | L.A. Confidential | Nominado  |      |
| 2010 | Elenco sobresaliente en una película                | The King's Speech | Ganador   |      |
| 2011 | Mejor actor en miniserie o película para televisión | Mildred Pierce    | Nominado  |      |

### Otros premios
| Año  | Categoría                                                                    | Premio             | Trabajo                | Resultado |
| ---- | ---------------------------------------------------------------------------- | ------------------ | ---------------------- | --------- |
| 2015 | Mejor interpretación de un actor en una miniserie o película para televisión | Gold Award         | Jack Irish             | Nominado  |
| 2013 | Actor más destacado                                                          | Silver Logie Award | Jack Irish: Bad Debts  | Nominado  |
| 2013 | Actor más destacado                                                          | Silver Logie Award | Jack Irish: Black Tide | Nominado  |